# Paul Wittgenstein

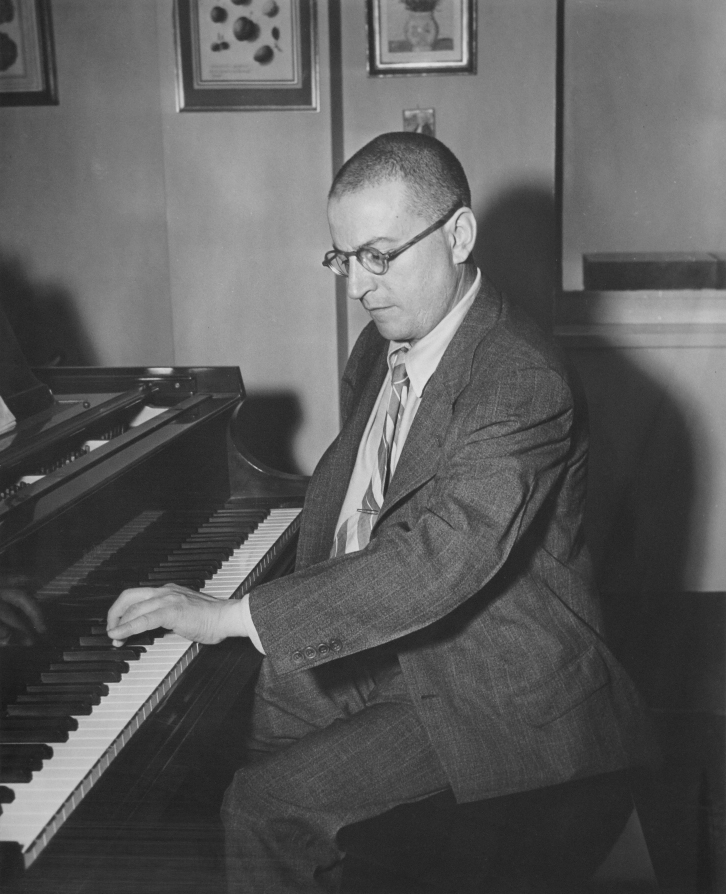
Paul Wittgenstein.

Paul Wittgenstein, född 5 november 1887 i Wien, död 3 mars 1961 i New York, var en österrikisk pianist. Han var bror till filosofen Ludwig Wittgenstein. 
Wittgenstein var elev till Theodor Leschetizky. Han debuterade 1913, men förlorade redan 1915 sin högra hand under första världskriget. Wittgenstein beställde pianomusik för vänster hand av många kompositörer: Franz Schmidt, Richard Strauss, Maurice Ravel, Benjamin Britten, Paul Hindemith och Erich Wolfgang Korngold. Pianokonsert nr 4 av Sergej Prokofjev sade Wittgenstein sig inte förstå sig på och därför spelade han den aldrig offentligt.

## Exempel på verk skrivna för Wittgenstein
- Benjamin Britten:
  - Diversions för piano och orkester
- Paul Hindemith (1923)
  - Pianokonsert
- Erich Wolfgang Korngold
  - Pianokonsert ciss-moll
- Sergej Prokofjev: 
  - Pianokonsert nr 4 Bb-dur
- Maurice Ravel:
  - Pianokonsert nr 2 D-dur
- Franz Schmidt: 
  - Pianoverk
    - Toccata d-moll

  - Kammarmusik
  - Pianokonserter
- Richard Strauss:
  - Parergon und Panathenäenzug